# Les Thugs
Pour les articles homonymes, voir Thugs.
Les Thugs est un groupe de rock français, originaire d'Angers (Maine-et-Loire). Il est d'abord actif entre 1983 et 1999, puis entre 2008 et 2009. Auteur de plusieurs albums jusqu'en 1999, certains seront publiés par le label américain de rock alternatif Sub Pop.

## Biographie

### Origines et débuts (1977–1985)
L'histoire des Thugs débute à Angers, en Maine-et-Loire, avec deux frères, Éric et Christophe Sourice. Les frères Sourice sont adolescents en 1977 et sont marqués par la vague punk rock anglaise qui déferle alors en France. Sans savoir jouer d'un instrument et dans l'esprit Do it yourself  de ce courant musical, ils fondent dès 1979 le groupe IVG. Ils jouent ensuite dans le groupe Dazibao, puis dans Stress, avec Gérald Chabaud, Thierry Méanard et un cinquième membre (Philippe Brix) au chant,.
C'est en avril 1983, à la suite du départ de Philippe Brix, que les Thugs se forment réellement. Le groupe tire son nom d'une secte d'étrangleurs indiens, adorateurs de la déesse Kâlî nommée les Thug. Éric passe alors au chant, très vite les Thugs se créent un répertoire, donnent leurs premiers concerts dans les bars d'Angers et des villes alentour et enregistrent deux cassettes démos. En juillet 1984, lors d'un concert à Juvisy, en banlieue parisienne, les Thugs rencontrent les membres du très jeune label indépendant Gougnaf Mouvement avec lesquels ils décident de sortir un 45 tours.
Frenetic Dancing, le premier enregistrement du groupe sort en janvier 1985 chez Gougnaf Mouvement. Ce 45 tours qui comprend les deux titres Night Dance et Femme Fatale est enregistré dans une cave à Juvisy sur un magnétophone 8 pistes. Son accueil dépasse largement les attentes du groupe : le disque est, bien que de manière confidentielle, diffusé internationalement et se vend à plus de 3 000 exemplaires. La réception des fanzines spécialisés est bonne, le groupe obtient des chroniques dans Maximumrocknroll aux États-Unis ou Sounds en Angleterre . Une centaine d'exemplaires sont vendus à Londres dans la boutique label Vinyl Solution, tenue par deux français expatriés en Angleterre. Greg Shaw, protagoniste de l'underground californien sort le titre Femme Fatale aux États-Unis sur la compilation Battle of garage de Bomp! Records.

### Ascension européenne (1986–1990)
Il est alors temps pour les Thugs d'enregistrer leur premier mini album, et pour cela, les propositions de labels affluent (New Rose, Midnight Records aux États-Unis...) Finalement, c'est chez Closer, un label indépendant plus important que Gougnaf Mouvement que Radical Hystery sort en 1986. Les ventes sont honorables, 3 000  exemplaires sont vendus en France et 2 000 à l'étranger. En automne, le groupe donne ses premiers concerts hors de France, en Suisse d'abord puis à Zagreb et à Athènes.
En 1987, les Thugs quittent Closer pour rejoindre le label anglais Vinyl Solution. Les sept titres du mini album Electric Troubles sont enregistrés à Londres en juillet. Le 8 novembre, durant leur première tournée en Angleterre, ils participent aux Peel Sessions de John Peel sur BBC Radio 1. La signature sur un label anglais offre au groupe une meilleure visibilité internationale et l'année 1988 sera occupée en grande partie par des tournées à rallonges à travers toute l'Europe. En juin Gérald, le bassiste, quitte le groupe puis est remplacé par Pierre-Yves Sourice, petit frère d'Éric et de Christophe Sourice et jusqu'à présent machiniste du groupe. À la rentrée sort le maxi 4 titres Dirty White Race, puis le 11 octobre, le quatuor angevin se produit à Berlin au festival Independence days, leur prestation permettra au groupe de se faire remarquer par Bruce Pavitt et Jonathan Poneman, fondateurs du label Sub Pop. Ce dernier racontera plus tard « Je prenais mon pied à constater que la plupart des groupes européens qui jouaient ici étaient abominables. Pour voir jusqu'à quel point ça pouvait être horrible, je suis allé jeter un œil à un groupe français, histoire de rire. Ce groupe, c'était les Thugs, et ils n'ont pas été longs à me botter le cul. » Cette rencontre débouchera par la signature du groupe avec le label de Seattle qui distribuera le catalogue des Thugs en Amérique du nord.
Grâce à Sub Pop, le groupe entame lors de l'été 1989 une tournée de deux mois aux États-Unis dans le réseau des petits clubs et des bars.
Les conditions sont précaires (35 dates et 35 000 km dans un camion huit places), néanmoins cette expérience leur permet de croiser la route de PIL, Tad ou de Jello Biafra. La presse spécialisée française (Best, Rock & Folk) commence à s'intéresser à ce groupe français qui tourne aux États-Unis. À l'automne sort leur premier véritable album Still Hungry, Still Angry, enregistré en mai au Pays de Galles par Iain Burgess (Big Black), puis mixé à Chicago. Les Thugs tournent en Angleterre partageant l'affiche avec Mega City Four, puis effectuent de nombreuses dates en France, dont la première partie de Noir Désir à l'Olympia de Paris.
À partir de ce moment, les membres du groupe deviennent pleinement professionnels et abandonnent leurs emplois parallèles de surveillants scolaires ou de veilleurs de nuit.

### Succès élargi (1991–1996)
En 1991, en pleine guerre du Golfe, l'album I.A.B.F (contenant le titre Stop the War ) est distribué aux États-Unis par Jello Biafra sur le label Alternative Tentacles, ainsi qu'au Japon. Enregistré en Angleterre, I.A.B.F (International Anti-Boredom Front) contient aussi l'un des titres les plus connus du groupe : I Love You So. Une nouvelle tournée européenne accompagne la sortie du disque au printemps 1991, suivie par une tournée américaine de trente-trois dates à l'automne. Durant celle-ci, le groupe enregistre aux Studios Smart de Madison avec Butch Vig (Nirvana, Sonic Youth, Garbage...) le titre Moon Over Marin des Dead Kennedys. En effet pour les dix ans de Alternative Tentacles et à l'occasion de la centième sortie du label californien, les Thugs sont invités par Jello Biafra à participer à un album hommage aux Dead Kennedys, Virus 100, aux côtés de Faith No More, L7 ou Sepultura.
En 1993, les Thugs enregistrent avec Kurt Bloch (membre de Fastbacks, producteur de Mudhoney, Tad) l'album As Happy as Possible. Le groupe bénéficie des conditions d'enregistrement les plus confortables de toute leur carrière : vingt-et-un jours de studio à Seattle. Sorti en pleine explosion du mouvement grunge, cet album sera leur meilleur succès commercial avec 40 000 exemplaires vendus dans le monde, dont 15 000 aux États-Unis, et autant en France. Le 19 février 1994, les Thugs effectuent la première partie de Nirvana lors de leur concert à Neuchâtel en Suisse, il s'agit d'un des derniers concerts de Nirvana avant la mort de Kurt Cobain. Au mois de mai, les Thugs jouent dans les grandes salles françaises (Zénith de Paris et de Montpellier notamment) en première partie de The Breeders.
En 1996, jusqu'à présent distributeur des disques du groupe, Sub Pop produit l'album Strike, enregistré par Steve Albini. Au mois de mai le groupe effectue sa dernière tournée américaine en première partie de Therapy? et de Girls Against Boys. Malgré un bon accueil critique, les ventes de Strike sont en recul par rapport à l'album précédent (30 000 exemplaires), le groupe ressort de l'enregistrement déçu du résultat et de la collaboration avec Steve Albini. La volonté du groupe est alors de composer et d'enregistrer au plus vite un nouvel album,.

### Déclin et séparation (1997–1999)
En 1997, la valse des labels se poursuivant, les Thugs produisent eux-mêmes Nineteen Something pour leur structure Frenetic Dancing, avant de le sortir en licence chez Labels, un sous-label de Virgin, et chez Sub Pop pour les États-Unis. Cet album est enregistré à Angers avec une nouvelle fois Kurt Bloch aux manettes, il contient des sonorités plus mélodiques que les opus précédents, et pour la première fois le groupe chante en français sur le titre Les Lendemains qui chantent. Une tournée d'une soixantaine de dates en France et en Suisse suit la sortie du disque. Celle-ci commence par un concert bénévole au Stadium de Vitrolles aux côtés de Noir Désir en soutien à la salle de concert le Sous-Marin, privée de subventions par la municipalité Front national dirigée par Catherine Mégret. Malgré encore une fois une bonne réception critique, ainsi qu'un bon démarrage dans les College Radio Charts américains,, les ventes de Nineteen Something ne dépassent pas les 10 000 exemplaires, l'air du temps n'est plus au rock alternatif mais à la musique électronique. Les sorties européennes du disque sont annulées, l'exclusivité appartenant à Virgin qui se garde le droit de toute décision,.
Pour des raisons de dissensions internes, Christophe Sourice, le batteur décide d'arrêter sa participation au groupe. Avant de mettre fin à leur carrière, les Thugs enregistrent tout de même à Angers leur dernier album intitulé Tout doit disparaître,, produit par Christophe Sourice lui-même. Cet album sort uniquement sur le marché français en 1999, une tournée hexagonale d'une vingtaine de dates qui sera leur dernière suit la sortie du disque. Les Thugs qui dans leur carrière ont joué plus de 700 dates donnent leur concert d’adieu à La Roche-sur-Yon en décembre 1999.

### Rééditions et bref retour (2004–2008)
En 2004, l'intégralité de leur discographie est rééditée accompagnée de raretés et d'inédits. Ces rééditions suivent la sortie d'une compilation, Road Closed. En 2008, à la suite de l'invitation de Sub Pop, ils se produisent à Seattle à l'occasion des vingt ans du label américain, ainsi que pour quelques dates en France ; cette petite tournée est appelée ironiquement le No-Reform Tour.
En 2012, le CD/double DVD Come on People!, revient sur le No-Reform Tour de 2008. Il s'agit d'un enregistrement live de deux concerts (Angers et Bordeaux), ainsi que d'un documentaire sur le groupe filmé à Seattle et en France lors de leur brève reformation.

## Engagement et activités parallèles
Si de nombreux thèmes politiques sont abordés dans leur texte (refus du travail dans Strike, du nationalisme dans Burn all the flags, du colonialisme dans Dirty white race etc.), le groupe ne sera pourtant que rarement perçu comme un groupe militant. Peu bavard sur scène ; l'introduction par Éric « Bonsoir, on est les Thugs, on vient d'Angers » constituant souvent les seules paroles prononcées en dehors des morceaux, ne décrochant jamais un sourire sur les photos de presse et chantant à peu près exclusivement en anglais, le groupe était relativement décalé dans la scène alternative française de l'époque.
Émission de radio animée notamment par Éric Sourice et Doudou le manager des Thugs en 1983-1985, Black & Noir devient un magasin de disques à Angers puis un label en 1989. Christophe Sourice produit plusieurs albums durant la carrière des Thugs dont Tequila des Rats (1986) , Pan! des Sheriff (1987), 4 garçons dans le brouillard de Parabellum (1987), Lost in Heaven des Dirty Hands (1990)
Éric Sourice participe en mai 2015 à la création du label Nineteen Something qui réédite des albums français des années 1990 (The Noodles, Cashbah Club, Dirty Hands, Six Pack, Skippies, etc.) puis, en 2018, du sous-label Twenty Something pour les groupes actuels.
En 2018, Eric et Pierre-Yves Sourice lancent L A N E (pour Love And Noise Experiment) : un nouveau groupe composé également des frères Belin du groupe Daria et de Félix Sourice, le fils de Pierre-Yves, à la guitare. Le premier mini album intitulé Teaching Not To Pray sort au printemps 2018 suivi, en mars 2019 de l'album A Shiny Day . En décembre 2021, le groupe de musique met un terme à ses activités.

## Membres
- Éric Sourice - guitare, chant
- Thierry Méanard - guitare
- Christophe Sourice - batterie, chant
- Gérald Chabaud - basse (1983–1988)
- Pierre-Yves Sourice - basse (1988–1999)

## Discographie

### Live
Compilation

### Singles et EP
- 1985 : Frenetic Dancing! (Gougnaf Mouvement)
- 1988 : Dirty White Race (Vinyl Solution)
- 1989 : Chess and Crimes / Sunday Time (Sub Pop)
- 1993 : As Happy as Possible (Sub Pop)
- 2011 : K.E.X.P. SESSION 10-07-2008 (Slow Death ; live radio, Seattle)
- 2011 : Birds Of Ill Omen / Motörhead (Pitshark Records)

### Reprises
- 1988 : Something Goes Wrong Again des Buzzcocks sur un 45 tours pour Rock Hard #18
- 1991 : Moon Over Marin des Dead Kennedys sur la compilation hommage Virus 100 (Alternative Tentacles)
- 1993 : Fier de ne rien faire des Olivensteins sur la compilation Enragez vous ! sur le label Black & Noir Records
- 1998 : New Centurions de Salaryman sur un split 45 tours (Salaryman reprend Biking des Thugs)
- Motörhead de Motörhead (Pitshark Records)
- 2004 : Steppin' Stone de Paul Revere and the Raiders, en live sur la version augmentée de Electric Troubles

### Albums hommage
- 2003 : Tribute to les Thugs (Edith Sample Records)
- 2010 : Dreamers' Songs - A Tribute To les Thugs de Teenage Sin Taste (Paranoïa fanzine)